# سالین

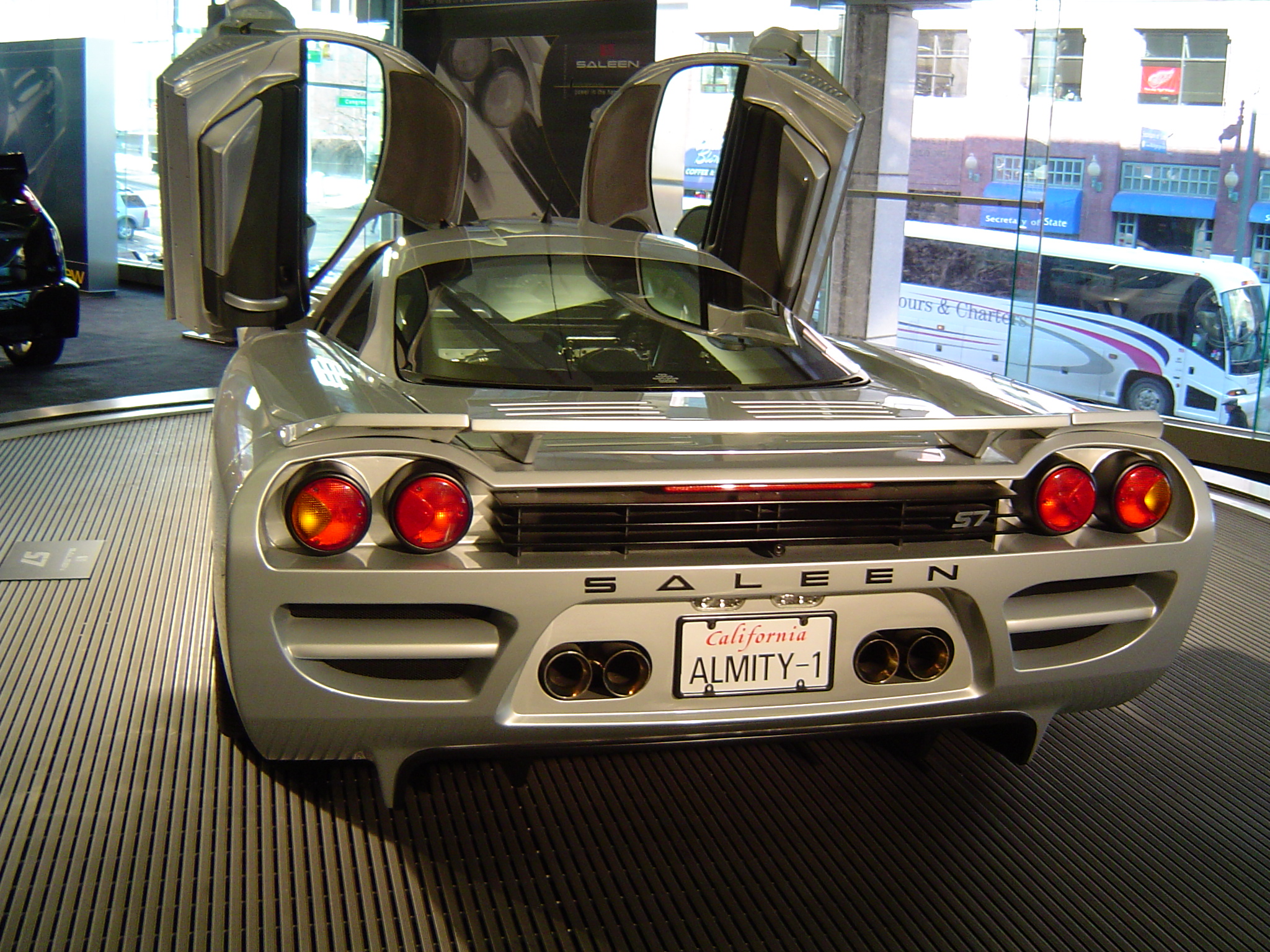

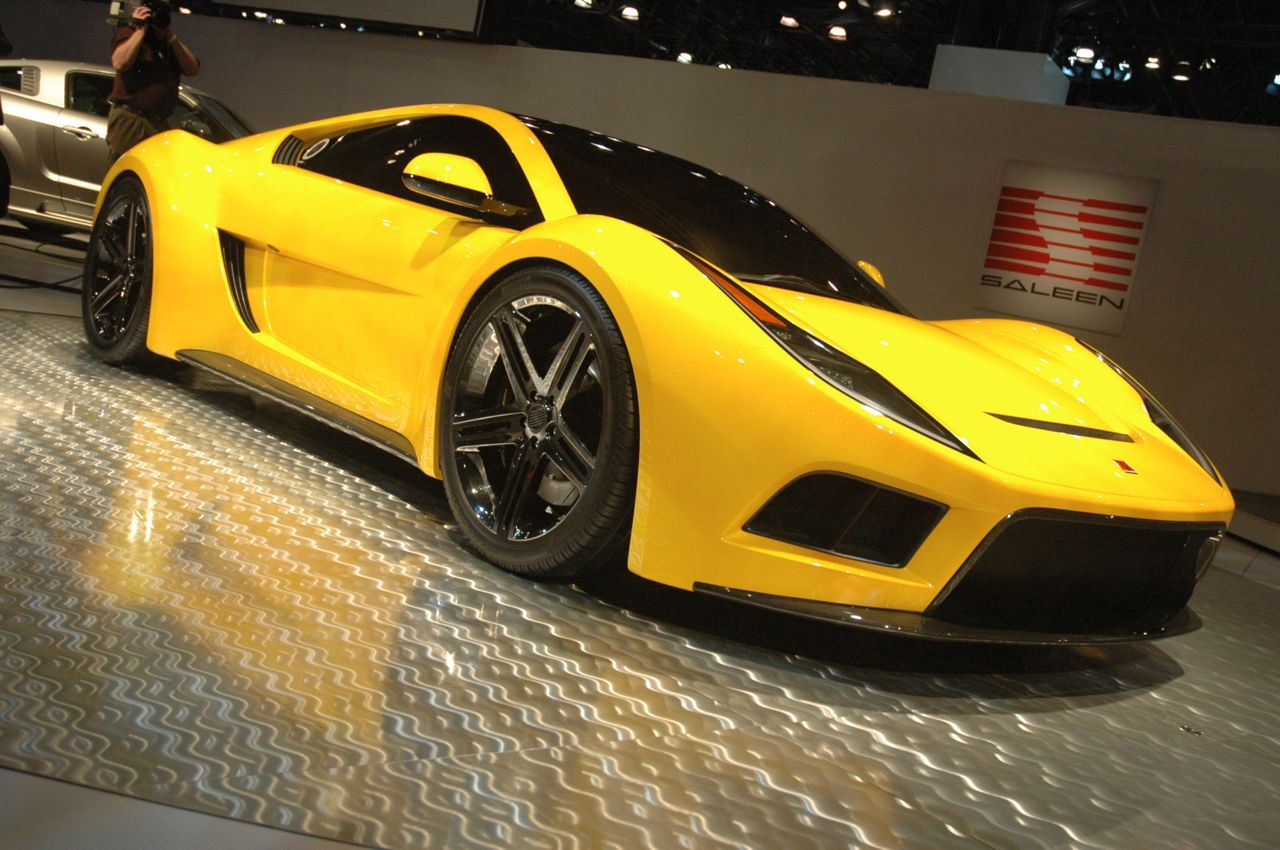
سالین مدل اس-۵-اس در نیویورک

سالین (Saleen) نام یک شرکت سازنده خودروی سوپر اسپورت امریکایی است. مرکز این شرکت (تأسیس ۱۹۸۳) در کورونا، کالیفرنیا در آمریکا قرار دارد.
از معروفترین تولیدات این شرکت می‌توان سالین اس۷ را نام برد.